# Klubbsjön, Malax
Klubbsjön är en fjärd i Finland. Den ligger i kommunen Malax i landskapet Österbotten, i den sydvästra delen av landet, 400 km nordväst om huvudstaden Helsingfors.